# Benedetta Sartori
Benedetta Sartori (Milano, 14 aprile 2001) è una pallavolista italiana, centrale della Pro Victoria.

## Carriera

### Club
Inizia a giocare con la squadra del suo paese d'origine la Focol di Legnano, notata a 14 anni da C.T. Matteo Lucchini che la porta tra le file della Futura Volley di Busto Arsizio con la quale resta per 3 anni. Nella stagione 2022-2023 ritorna in A1 vestendo i colori di Casalmaggiore, mentre per l'annata 2023-24 si accorda invece con la UYBA. Per il campionato 2025-26 si accasa alla Pro Victoria, sempre in Serie A1.

### Nazionale
Esordisce con le selezioni della nazionale nel 2018, venendo convocata per il campionato europeo under 19 2018 conquistando la medaglio d'oro, mentre nel 2023 partecipa ai XXXI Giochi mondiali universitari estivi che si sono svolte a Chengdu in Cina, uscendo ai quarti di finale contro la Polonia. Nel 2025 mette al collo la medaglia d'oro ai XXXII Giochi mondiali universitari.

## Palmarès

### Nazionale
- Campionato europeo under 19 2018
- Giochi mondiali universitari 2025